# Aeronca Sedan
Die Aeronca 15AC Sedan ist ein viersitziges Leichtflugzeug des US-amerikanischen Herstellers Aeronca Aircraft Corporation, das unmittelbar nach dem Zweiten Weltkrieg entwickelt wurde. Konzipiert als Privatflugzeug, fand die Sedan auch als Buschflugzeug Verwendung. Die Sedan war der letzte Entwurf, den Aeronca in Produktion brachte, und sie war das größte von der Firma produzierte Flugzeug.

## Geschichte
In der Nachkriegszeit sah Aeronca im Bau eines viersitzigen Privatflugzeugs eine Möglichkeit, den sehr stark einbrechenden Verkaufszahlen im Bereich der amerikanischen Allgemeinen Luftfahrt zu begegnen. Nach der Rekordverkaufszahl von 33.254 Flugzeugen im Jahr 1946, brach der Absatz 1947 um mehr als die Hälfte ein und halbierte sich 1948 nochmals. Die Mehrzahl der 1947 angebotenen Flugzeuge waren Zweisitzer, sodass Aeronca sich dem Konzept eines viersitzigen, günstig zu produzierenden Viersitzers, im Sinne eines Family Flivvers (deutsch etwa mit Familienkarre zu übersetzen) zuwandte. Um die Herstellungskosten gering zu halten, wurde eine Vielzahl von Teilen anderer Aeroncamuster, wie der Chief und Champion verwendet.
Die Sedan wurde 1947 vorgestellt und ging 1948 in die Serienproduktion. Einige Exemplare wurden exportiert und als Buschflugzeug sowohl mit Skikufen als auch mit Schwimmern als Wasserflugzeug eingesetzt. Trotz des relativ niedrigen Anschaffungspreises, war die Sedan ein robustes Flugzeug mit geringen Wartungskosten. Bis 1950, als Aeronca die Produktion von Flugzeugen wegen des Koreakrieges einstellte, waren über 400 Sedan hergestellt worden.

## Konstruktion
Wie bei anderen Aeronca-Konstruktionen, bestehen der Rumpf und die Leitwerke der Sedan aus geschweißten Rohren aus rostfreiem Stahl. Die äußere Form des stoffbespannten Rumpfes wird durch eine Kombination von hölzernen Formspanten zusammen mit längs verlaufenden Leisten erzielt. In einer signifikanten konstruktiven Abweichung von früheren Aeronca-Flugzeugen sind die verstrebten Tragflächen der Sedan vollständig aus Metall gefertigt. Lediglich die Querruder waren stoffbespannt. Solche Kombinationen von Bauarten waren nicht üblich. Während die Sedan einen mit Stoff bespannten Rumpf mit Ganzmetallflügeln verband, verband die zeitgenössische Cessna 170 einen Ganzmetallrumpf mit stoffbespannten Flügeln. Einzigartig an der Sedan unter den Aeronca-Konstruktionen sind auch die aus einem Stück gefertigten Flügelstreben.
Das Fahrwerk der Sedan ist in konventioneller Anordnung mit einem Stahlrohrhauptfahrwerk und einem lenkbaren Spornrad ausgeführt. Im Gegensatz zu ihren Geschwistern Champ und Chief, die beide Öl-Federbeine zur Stoßdämpfung einsetzen, verwendet die Sedan eine Gummifederung.
Angetrieben wird die Sedan vom Hubkolbenmotor Continental C-145-2 oder Continental O-300-A; der Franklin 6A4-165-B3 und Franklin 6A4-150-B3 sind ebenfalls für den Einbau zugelassen. Das Flugzeug ist serienmäßig mit einem elektrischen System, einschließlich Anlasser, ausgestattet.
Wie bei vielen ihrer anderen Modelle, hat Aeronca auch für die Sedan eine Wasserflugzeug-Version zugelassen, das Modell S15AC. Während die Standardversion mit einer einzigen Eingangstür auf der rechten Seite ausgestattet war, bot die Wasserflugzeugversion auch eine Tür auf der linken Seite.

## Modifikationen
Für die Sedan sind mehr als 50 zugelassene Modifikationen verfügbar, von denen viele der Modernisierung des Flugzeugs dienen. Eine, die vom derzeitigen Eigentümer der Sedan-Konstruktion verkauft wurde, ersetzt viele der Komponenten vor der Firewall durch aktualisierte Versionen, darunter ein Lycoming-O-360-A1A-Triebwerk von 180 PS, ein Constant Speed Propeller, ein neuer Motorträger und eine Fiberglasverkleidung. Eine zweite Modifikation des Konstruktionsrechtehalters ermöglicht den Ausbau des Ölkühlers, der brechen kann und für den es keinen Ersatz gibt.

## Technische Daten
| Kenngröße             | Daten                                                                  |
| --------------------- | ---------------------------------------------------------------------- |
| Besatzung             | 1                                                                      |
| Passagiere            | 3                                                                      |
| Länge                 | 7,70 m                                                                 |
| Spannweite            | 11,40 m                                                                |
| Höhe                  | 2,13 m                                                                 |
| Flügelfläche          | 18,6 m²                                                                |
| Flügelstreckung       | 7,0                                                                    |
| Leermasse             | 522 kg                                                                 |
| max. Startmasse       | 931 kg                                                                 |
| Reisegeschwindigkeit  | 182 km/h (Meereshöhe, 75 % Leistung)                                   |
| Höchstgeschwindigkeit | 206 km/h                                                               |
| Reichweite            | 730 km                                                                 |
| Triebwerke            | 1 × Sechszylinder-Boxermotor Continental C-145 mit 145 PS (ca. 110 kW) |